# Pachyolpium brevipes
Pachyolpium brevipes es una especie de arácnido del orden Pseudoscorpionida de la familia Olpiidae.

## Distribución geográfica
Se encuentra en la Martinica y en San Vicente y las Granadinas.